# ブラッド・レッド・スカイ=四騎=
『ブラッド・レッド・スカイ=四騎=』 (Under a Blood Red Sky) は、アイルランドのロックバンド、U2のライブ・アルバム、およびライブ・ビデオである。

## 概要
3作目のアルバム『WAR(闘)』を携えたワールド・ツアーでの模様を収録。当初は、後述のアメリカのレッドロックス野外コンサートの模様を収録する予定で、タイトルも現地の夕焼けを意味していたが、より良い音源を選択するため、8月の西ドイツ公演を中心に選曲している。ライブ・パフォーマンスで名を馳せた、U2初期の姿が鮮明に見られる貴重な音源である。
「ローリング・ストーン誌が選んだオールタイム・ライヴ・アルバム50」において、44位にランクイン。なお、本作のタイトルは『WAR(闘)』収録の「ニュー・イヤーズ・デイ」の歌詞「Under a blood red sky」より引用されている。

## 収録曲
1. グロリア - Gloria （アメリカ、レッドロックス野外劇場（英語版）収録）
2. 11オクロック・ティック・タック - 11 O'Clock Tick Tock （アメリカ、ボストン収録）
3. アイ・ウィル・フォロー - I Will Follow （西ドイツ、ザンクト・ゴアールスハウゼン収録）
4. パーティ・ガール - Party Girl （アメリカ、レッドロックス野外劇場収録）
5. ブラディ・サンデー - Sunday Bloody Sunday （西ドイツ、ザンクト・ゴアルスハウゼン収録）
6. ジ・エレクトリック・カンパニー - The Electric Co. （西ドイツ、ザンクト・ゴアルスハウゼン収録）
7. ニュー・イヤーズ・デイ - New Year's Day （西ドイツ、ザンクト・ゴアルスハウゼン収録）
8. 40 - 40 （西ドイツ、ザンクト・ゴアルスハウゼン収録）

The Electric Co. の中で歌われているセンド・イン・ザ・クラウンズ（Send in the Clowns）は初版LP、CD以降カットされている。2008年のリマスターCDでは更に短く編集されている。

## ビデオ
アルバムと同時期にライブビデオ、Under A Blood Red Skyが発売された。1983年5月6日にアメリカコロラド州のレッドロックス野外劇場で行われた伝説的なライブの映像を収録。悪天候で中止も検討される中、激しい雨に打たれながらライブを決行する。プロデューサーはギャビン・テイラー。収録時間50分。

### 収録曲

#### オリジナル版
1. サレンダー - Surrender
2. セカンド - Seconds
3. ブラディ・サンデー - Sunday Bloody Sunday
4. ザ・クライ / ジ・エレクトリック・カンパニー / センド・イン・ザ・クラウンズ - The Cry / The Electric Co. / Send in the Clowns
5. オクトーバー - October
6. ニュー・イヤーズ・デイ - New Year's Day
7. アイ・スリュー・ザ・ブリック・スルー・ザ・ウィンドウ - I Threw a Brick Through a Window
8. ア・デイ・ウィズアウト・ミー - A Day Without Me
9. グロリア - Gloria
10. パーティ・ガール - Party Girl
11. 11オクロック・ティック・タック - 11 O'Clock Tick Tock
12. アイ・ウィル・フォロー - I Will Follow
13. 40（40）

#### 2008年リマスター版
1. Out Of Control
2. Twilight
3. An Cat Dubh
4. Into The Heart
5. Surrender
6. Two Hearts Beat As One
7. Seconds
8. Sunday Bloody Sunday
9. Cry
10. The Electric Co.
11. October
12. New Year's Day
13. I Threw A Brick Through A Window
14. A Day Without Me
15. Gloria
16. Party Girl
17. 11 O'Clock Tick Tock
18. I Will Follow
19. "40"

オリジナル版収録のSend in the Clownsはカットされている。